# 신디 피켓
신디 피킷(Cindy Pickett, 영어 발음: /ˈpɪkɪt/, 1947년 4월 18일 ~ )은 미국의 배우이다.

## 출연 작품
- 테 아타 (2016년)
- 더 쿠키 맙스터 (2014년)
- 섹스 앤 데스 (2007년)
- 헤이트 크라임 (2005년)
- 마견 2 (1998, Atomic Dog)
- 과거의 잔해 (1997년) - 새디 역
- 윌로우성의 비밀 (1995년)
- 죽음의 컴퓨터 (1995년)
- 못말리는 사위 (1993년)
- 오리지널 인텐트 (1992년)
- 와일드 카드 (1992년)
- 슬립워커스 (1992년)
- 워렌 일가 (1991년)
- 빼앗긴 이름 (1989년)
- 딥 식스 (1989)
- 결혼의 조건 (1988년)
- 신비한 말 (1988년)
- 사라진 엠버 (1987년)
- 남성 클럽 (1986년)
- 페리스의 해방 (1986년)
- 히스테리컬 (1983년)
- 크라이 포 더 스트레인저스 (1982년)
- 나이트 게임 (1980년)

### 텔레비전
- 가이딩 라이트 (1976-80)
- 매그넘 P.I. (1984)
- 영광의 파일럿 (1984-85, Call to Glory)
- L.A. 로 (1992)
- 프리텐더 제로드 (1997)
- 크로싱 조던 (2004)
- 뉴욕경찰 24시 (2005)
- CSI: 마이애미 (2005)
- 고스트 위스퍼러 (2006)
- 콜드 케이스 (2007)
- 고스트 & 크라임 (2007)
- 번 노티스 (2008)
- 멘탈리스트 (2014)
- 아웃캐스트 (2016)